# Campionati italiani assoluti di atletica leggera 1920
Gli XI campionati italiani assoluti di atletica leggera si sono tenuti in due sedi: a Roma dal 18 al 20 settembre 1920 per quanto riguarda le corse e a Milano dal 2 al 3 ottobre per i concorsi. Furono assegnati in tutto trentadue titoli in altrettante discipline, tutti in ambito maschile.
La maratona e la marcia 44 km si corsero sul percorso romano che dallo stadio andava a Villa Borghese, Porta Pia, piazza Galeno, Tor Pignattara, Ponte Nomentano, Grottarossa, ponte di Castel Giubileo, Due Ponti, ponte Milvio e ritorno allo stadio.
Durante le due manifestazioni furono registrati i seguenti record italiani: 400 metri ostacoli (Adolfo Contoli, 59"5), 1200 metri siepi (Ernesto Ambrosini, 3'31"4/5), marcia 10 000 metri (Ugo Frigerio, 46'19"0, nuovo record mondiale), salto triplo (Apollino Barelli, 12,67 m), palla vibrata (Carlo Butti, 45,70 m) e lancio del martello (Gianbattista Berardi, 23,90 m), introdotto per la prima volta nel programma dei campionati.
Oltre al lancio del martello, fecero la loro comparsa nel programma di questi campionati anche l'ora di marcia (che dall'anno successivo non fu più in programma) e la palla vibrata a squadre.
Il titolo italiano della corsa campestre si sarebbe dovuto assegnare a Genova il 29 febbraio, ma a causa di un errore del percorso fu annullata dalla federazione, che la riprogrammò per l'11 aprile, sempre a Genova. Anche questa seconda prova fu però annullata in quanto il percorso era di 6 km, distanza inferiore rispetto a quella prevista dal Regolamento Tecnico Federale, che prevedeva una lunghezza compresa tra gli 8 e i 12 km.

## Risultati

### Le corse del 18-20 settembre a Roma
| Specialità                                | Oro                                                                               | Prestazione | Argento                                                                                    | Prestazione | Bronzo                                                                                                | Prestazione |
| 100 m                                     | Vittorio Zucca Fascio Grion Pola                                                  | 11"5        | Mario Riccoboni Unione Sportiva Cremonese                                                  | 11"5        | Giorgio Croci Sport Club Italia                                                                       | a 70 cm     |
| 200 m                                     | Vittorio Zucca Fascio Grion Pola                                                  | 23"7        | Mario Riccoboni Unione Sportiva Cremonese                                                  | 23"4/5      | Giovanni Orlandi Sport Club Italia                                                                    | a 1 metro   |
| 400 m                                     | Giuseppe Bonini Internazionale Football Club Milano                               | 53"0        | Angelo Vigani Sport Club Italia                                                            | 53"4/5      | Armando Moggi Società Ginnastica Etruria Prato                                                        | a 5 metri   |
| 800 m                                     | Ernesto Ambrosini Football Club Brescia                                           | 2'05"0      | Giuseppe Bonini Internazionale Football Club Milano                                        | n/d         | Ugo Castagna 78º Reggimento fanteria                                                                  | a 10 metri  |
| 1500 m                                    | Ernesto Ambrosini Football Club Brescia                                           | 4'14"3/5    | Disma Ferrario Unione Sportiva Milanese                                                    | 4'15"4/5    | Mario Natali Athletic Club Faenza                                                                     | a 40 metri  |
| 5000 m                                    | Carlo Speroni Società Ginnastica Pro Patria et Libertate                          | 16'06"2/5   | Antenore Negri Sport Club Italia                                                           | 16'16"0     | Giovanni Cottur Olimpia Trieste                                                                       | 17'21"2/5   |
| 10 000 m                                  | Carlo Speroni Società Ginnastica Pro Patria et Libertate                          | 33'05"1/5   | Eugenio Lambri Football Club Brescia                                                       | 34'47"0     | Bruno Tasin Aurora Savona                                                                             | 35'06"4/5   |
| Mezza maratona (20 km su pista)           | Ettore Blasi Pro Roma                                                             | 1h09'16"3/5 | Augusto Persico Pro Roma                                                                   | 1h18'23"0   | Ruggero Gazzotti                                                                                      | 1h21'33"0   |
| Maratona (44 km)                          | Florestano Benedetti Società Sportiva Pro Livorno                                 | 3h17'02"3/5 | Luigi Morvidi Società Sportiva Laziale Roma                                                | 3h32'08"3/5 | Orlando Cesaroni Società di Ginnastica e Scherma Fortitudo                                            | 3h52'50"0   |
| 110 m hs                                  | Daciano Colbachini Athletic Club Padova                                           | 16"1/5      | Adolfo Contoli Virtus Atletica Bologna                                                     | 16"2/5      | Omero Chiesa Società Sportiva Laziale Roma                                                            | 17"2/5      |
| 400 m hs                                  | Adolfo Contoli Virtus Atletica Bologna                                            | 59"5        | Fortunato Braccini Pro Roma                                                                | 59"5        | Angelo Vigani Sport Club Italia                                                                       | 59"4/5      |
| 1200 m siepi                              | Ernesto Ambrosini Football Club Brescia                                           | 3'31"4/5    | Antenore Negri Sport Club Italia                                                           | 3'34"3/5    | Oreste Luppi Società Polisportiva Ars et Labor                                                        | a 8 metri   |
| Marcia 10 000 m                           | Ugo Frigerio Unione Sportiva Milanese                                             | 46'19"0     | Vittorio Bossi Sport Club Italia                                                           | 47'18"0     | Francesco Losio Gruppo Sportivo Vittoria Milano                                                       | 49'13"0     |
| Ora di marcia                             | Ugo Frigerio Unione Sportiva Milanese                                             | 11 552,52 m | Armando Valente Ardita Spartana Genova                                                     | 11 472,22 m | Francesco Losio Gruppo Sportivo Vittoria Milano                                                       | 11 073,18 m |
| Maratona di marcia (44 km)                | Giusto Umeck Centro Sportivo Olimpia Trieste                                      | 3h52'43"0   | Donato Pavesi Gruppo Sportivo Vittoria Milano                                              | 3h58'04"0   | Italo Fogli Società Sportiva Mazzini Roma                                                             | 4h27'38"0   |
| Staffetta 4×400 m                         | Pro Roma Alessandro Mella Renato Micocci Amerigo De Berardinis Fortunato Braccini | 3'46"1/5    | Sport Club Italia Antenore Negri Giovanni Colombo Angelo Vigani Giovanni Orlandi           | n/d         | Società di Ginnastica e Scherma Fortitudo Renato Terziani Alfredo Brugè Riccardo Pavia Romolo e Mario | n/d         |
| Staffetta olimpionica (200+200+400+800 m) | Sport Club Italia Giovanni Orlandi Giorgio Croci Angelo Vigani Arturo Porro       | 3'50"3/5    | Unione Sportiva Veloce La Spezia Arrigo Tognotti Mario Trabucco Romiti Valfrido Ghelardoni | 3'58"4/5    | Unione Sportiva Juventus Senigallia Ugo Crivelloni Pericoli Raul Pesaresi Rodolfo Conditi             | n/d         |

### I concorsi del 2-3 ottobre a Milano
| Specialità              | Oro                                                                                                   | Prestazione | Argento | Prestazione | Bronzo                                                                       | Prestazione |
| Salti                   | |             | |             |                                                                              |             |
| Salto in alto           | Pierino Pisati Sport Club Italia                                                                      | 1,70 m      | Apollino Barelli Unione Sportiva Torinese                                                                                    | 1,67 m      | Adolfo Contoli Virtus Atletica Bologna                                       | 1,66 m      |
| Salto in alto da fermo  | Adolfo Contoli Virtus Atletica Bologna                                                                | 1,325 m     | Giulio Galliani Pro Lissone                                                                                                  | 1,32 m      | Apollino Barelli Unione Sportiva Torinese                                    | 1,315 m     |
| Salto con l'asta        | Giacinto Lambiasi Internazionale Football Club Milano                                                 | 3,20 m      | Emilio Pagetti Leonardo da Vinci Milano                                                                                      | 3,18 m      | Giacomo Colleoni Società Bergamasca di Ginnastica e Sports Atletici Atalanta | 3,12 m      |
| Salto in lungo          | Adolfo Contoli Virtus Atletica Bologna                                                                | 6,34 m      | Angelo Scuri 90º reggimento fanteria                                                                                         | 6,14 m      | Ottorino Aloisio Associazione Sportiva Udinese                               | 6,13 m      |
| Salto in lungo da fermo | Adolfo Contoli Virtus Atletica Bologna                                                                | 2,805 m     | Ettore Testa Costanza Milano                                                                                                 | 2,78 m      | Ottorino Aloisio Associazione Sportiva Udinese                               | 2,76 m      |
| Salto triplo            | Apollino Barelli Unione Sportiva Torinese                                                             | 12,67 m     | Pierino Pisati Sport Club Italia                                                                                             | 12,20 m     | Adolfo Contoli Virtus Atletica Bologna                                       | 12,03 m     |
| Salto triplo da fermo   | Adolfo Contoli Virtus Atletica Bologna                                                                | 8,87 m      | Luigi Galliani Pro Lissone                                                                                                   | 8,84 m      | Apollino Barelli Unione Sportiva Torinese                                    | 8,605 m     |
| Lanci                   | |             | |             |                                                                              |             |
| Getto del peso          | Giuseppe Tugnoli Virtus Atletica Bologna                                                              | 12,29 m     | Bruno De Lorenzi Virtus Atletica Bologna                                                                                     | 11,77 m     | Oreste Passuti Sempre Avanti Bologna                                         | 11,50 m     |
| Getto della pietra      | Giuseppe Tugnoli Virtus Atletica Bologna                                                              | 15,54 m     | Bruno De Lorenzi Virtus Atletica Bologna                                                                                     | 15,46 m     | Oreste Passuti Sempre Avanti Bologna                                         | 14,4?       |
| Lancio del disco        | Bruno De Lorenzi Virtus Atletica Bologna                                                              | 36,88 m     | Giuseppe Tugnoli Virtus Atletica Bologna                                                                                     | 36,80 m     | Armando Poggioli Società Ginnastica Panaro Modena                            | 34,85 m     |
| Lancio del martello     | Gianbattista Berardi Virtus Atletica Bologna                                                          | 23,90 m     | Giacomo Giacomini Società per l'Educazione Fisica Mediolanum                                                                 | 23,74 m     | Oprando Bottura Virtus Atletica Bologna                                      | 22,56 m     |
| Lancio del giavellotto  | Oprando Bottura Virtus Atletica Bologna                                                               | 44,29 m     | Ettore Zanotti Plotone Allievi Atleti Ancona                                                                                 | 41,25 m     | Bruno De Lorenzi Virtus Atletica Bologna                                     | 34,85 m     |
| Palla vibrata           | Carlo Butti Sport Club Italia                                                                         | 45,70 m     | Oreste Passuti Sempre Avanti Bologna                                                                                         | 43,18 m     | Giuseppe Tugnoli Virtus Atletica Bologna                                     | 42,21 m     |
| Palla vibrata a squadre | Sport Club Italia Alfonso Butti Carlo Butti Giuseppe Butti Franco Donati Pietro Folli Enrico Grimoldi | 4 p.        | Virtus Atletica Bologna Ermete Alfieri Gianbattista Berardi Adolfo Contoli Bruno De Lorenzi Angelo Pedrelli Giuseppe Tugnoli | 3 p.        | Società Ginnastica Libertas Milano                                           | 2 p.        |
| Prove multiple          | |             | |             |                                                                              |             |
| Pentathlon              | Ermete Alfieri Virtus Atletica Bologna                                                                | 7 p.        | Enrico Grimoldi Sport Club Italia                                                                                            | 11 p.       | Bruno De Lorenzi Virtus Atletica Bologna                                     | 12 p.       |